# Le Démon des mers
Pour plus de détails, voir Fiche technique et Distribution.
Le Démon des mers (Dämon des Meeres) est un film américain réalisé par Michael Curtiz, sorti en 1931. Contrairement au roman, l'histoire de cette adaptation de Moby Dick a été modifiée dans certains domaines clés : L'histoire d'une chasse à la baleine fanatique est racontée du point de vue du jeune harponneur Christoph qui, pour des raisons personnelles, renonce à son amour pour une jeune fille à terre et se transforme à la place en "capitaine Achab" assoiffé de vengeance. 

## Synopsis
Christoph, un jeune harponneur est amoureux de Thea, la fille du forgeron, qui l'aime en retour et tous deux veulent se marier mais son père s'oppose à cette union car il préférerait que Thea se marie avec Martin, le frère de Christoph. Ce dernier est enseignant et exerce donc une profession plus solide, qui nourrit une famille et le retient en outre à terre. Lorsque Christoph rentre d'un voyage de pêche à la baleine, l'intrigant Martin lui insinue que Thea et lui sont déjà d'accord sur leur avenir commun. Profondément affecté, le baleinier accepte l'offre d'embarquer sur un voilier et de prendre la mer pour toujours. Mais avant qu'on ne lève l'ancre, Thea se précipite vers lui et lui fait comprendre qu'elle n'a aucune intention de se marier avec son frère. Le cœur léger, Christoph peut maintenant partir à la pêche à la baleine.
Bientôt, l'équipage aperçoit sur l'horizon une puissante baleine blanche, qui n'est autre que Moby Dick, surnommée la bête de mer. Dans un zèle aveugle, Christoph tente de l'harponner mais il ne parvient pas à le tuer. Au contraire, la baleine blanche,  qui le harpon enfoncé dans ses chairs, entraîne avec elle sous les flots Christoph qui s'accroche à la corde, si bien que celui-ci perd une jambe sous la force de l'impact. De retour sur le navire, Christoph est dévasté car il est certain que Thea ne voudra pas d'un unijambiste comme mari. Arrivé chez lui, sa bien-aimée ne montre aucun changement dans son comportement envers lui. Mais Christoph pense, après les déclarations de Martin, qu'elle n'a que de la pitié pour lui et la repousse donc et décide de retourner en mer pour se venger de la baleine blanche. Après une assez longue période de chasse à la baleine en vain, Christoph a assez d'argent pour s'offrir son propre bateau et son équipage. Ayant toujours gardé Thea dans son cœur, sa haine pour Moby Dick ne fait que croitre à mesure de ses echecs pour la tuer. Un jour, son frère Martin s'engage à son bord et il va constatera avec quel désir il souhaite abattre la bête des mers. 
Ayant repéré au loin la baleine, Christoph ordonne qu'on la poursuive comme s'il était fou en prenant des risques énormes pour le bateau et l'équipage qui préfère alors se mutiner. Lors d'une violente tempête, Martin est grièvement blessé et alors qu'il est à l'article de la mort, il finit par avouer son mensonge vis-à-vis de l'amour de Thea pour Christophe. Plus tard, Il tue finalement la baleine tant honnis et retourne au port en laissant son voilier à ses matelots. 
Il leur dit alors qu'il souhaite désormais passer le restant de sa vie aux côtés de Thea.

## Fiche technique
- Titre original : Dämon des Meeres
- Titre français : Le Démon des mers ou Moby Dick
- Réalisation : Michael Curtiz
- Scénario : Ulrich Steindorff, d'après le roman Moby Dick d'Herman Melville
- Photographie : Sid Hickox
- Production : Heinz Blanke
- Société de production : Warner Bros.
- Société de distribution : Warner Bros. (États-Unis), National-Film (Allemagne)
- Pays d'origine :  États-Unis
- Langue originale : allemand
- Format : Noir et blanc  — 35 mm — 1,37:1 — son mono
- Genre : drame
- Durée : 81 minutes
- Dates de sortie : 
  - Allemagne : 12 mars 1931
  - France : 27 mai 1932

## Distribution
- William Dieterle
- Lissy Arna
- Anton Pointner
- Karl Etlinger
- Carla Bartheel
- Lothar Mayring

## Production
- Il s'agit de la version en allemand du film Moby Dick réalisé par Lloyd Bacon avec John Barrymore, sorti en 1930.